# ZK 383
Kulometná pistole ZK-383 byla zbraň vyvinutá konstruktérem Josefem Kouckým a vyráběná Československou zbrojovkou v Brně. Stala se prvním československým sériově vyráběným samopalem. Zbraň byla sice velmi precizní, ale její nevýhodou bylo, že většina dílů byla vyrobena třískovým obráběním, z toho důvodu byla zbraň poměrně drahá a tudíž nevhodná k masové válečné výrobě. Největším odběratelem zbraně se staly jednotky SS, které si mohly dovolit dražší ale kvalitnější zbraně.

## Vývoj
Vojenský technický a letecký ústav se v roce 1937 obrátil na zbrojní závody v zemi s požadavkem na konstrukci automatické zbraně s malým balistickým výkonem. Konstrukce Samopalu se ujal Josef Koucký, který se ve zbrojovce Brno zabýval konstrukcí samopalu od roku 1935 a měl už několik patentů týkajících se samopalů. První zkoušky zbraně v ráži 9mm browning proběhly v září 1938 na střelnici pobočného závodu ve Vsetíně. Protože Československá armáda neprojevila o samopal Brněnské zbrojovky zájem a zavedla do výzbroje kulometnou pistoli vz. 38 strakonické zbrojovky, rozhodla se zbrojovka Brno dále vyvíjet samopal na export do zahraničí. V průběhu prosince 1938 předělal Josef Koucký zbraň na náboje ráže 9 mm Parabelum. Později vznikly i vzorky v ráži .45 ACP.
ZK 383 v běžné verzi byla koncipována jako zbraň pro palebnou podporu družstva, z tohoto důvodu byla vybavena dvojnožkou a snadno vyměnitelnou hlavní. Tento způsob využití samopalu, kdy nahrazoval lehký kulomet, nebyl příliš rozšířený.

## Konstrukce
Zbraň fungovala na principu dynamického závěru střílejícícho ze zadní polohy. Hlaveň byla kryta perforovaným pláštěm, který kromě ochrany před popálením střelce plnil také funkci uchycení hlavně ve zbrani. Do samopalu se zasouval segmentový zásobník zleva (dodatková písmena sz za názvem zbraně znamenají stranový zásobník). Standardní verze samopalu byla vybavena lehkou dvojnožkou, která se sklápěla dozadu do předpažbí. Kadenci zbraně bylo možné zvýšit odebráním závaží ze závěru. Zbraň byla velmi dobře ovladatelná i při střelbě dlouhou dávkou. Nad spouští se nacházel přepínač střelby, při páčce v levé krajní poloze zbraň střílela dávkou a při poloze vpravo jednotlivými výstřely. Vedle přepínače střelby se nacházela pojistka v podobě tlačítka, které při zamáčknutí směrem dovnitř zbraně zablokovalo spoušť. Pružina zbraně byla umístěna v pažbě, kde se nacházel i vytěrák hlavně a olejnička.

## Varianty
- ZK 383: klasická varianta
- ZK 383-P: policejní verze bez dvojnožky a vyměnitelné hlavně nabízena Venezuele a Bolívii
- ZK 383 H: (prototyp) poválečná varianta se sklopným zásobníkem

## Ve službě
Seznam států používajících samopaly ZK-383
- Třetí říše jednotky SS, neznámý počet
- Slovenská republika 190 ks[2]
- Bulharsko 4000 ks do konce roku 1942[2]
- Bolívie 1000 ks po roce 1948[2]
- Venezuela 1200 ks po roce 1947[2]
- Izrael 12 ks.[3]